# Tramvajski prijevoz u Beogradu
Tramvajski prijevoz u Beogradu jedini je tramvajski sustav u Republici Srbiji.

## Povijest
Prvi beogradski tramvaj pušten je u promet dana 14. listopada 1892. godine i vozio je središtem grada, od Kalemegdana do Slavije. U početku su se kao pogon koristili konji, a prva električna linija uvedena je 1894. Do kraja 1905. godine sve linije bile su elektrificirane. Godine 1912. u Beogradu je bilo osam tramvajskih linija koji su te godine prevezli ukupno 7,5 milijuna putnika.
Prvi i Drugi svjetski rat dosta su oštetili tramvajski sustav, no oba puta je obnovljen.
Tijekom 1970-ih pojavili su se planovi da se u gradu izgradi metro sustav, ali su 1982. godine odbijeni jer je donesena odluka kako će se proširiti već postojeća tramvajska mreža. Godine 1985. postavljeno je 45 km novih tračnica, a tramvaji su prelaskom rijeke Save počeli pometovati i u Novom Beogradu.
Krajem 2000-ih godina započela je modernizacija sustava, a zadnje promjene napravljene su 2010. godine.

## Osnovne informacije
Beogradski tramvajski sustav ima ukupnu duljinu tračnica od 127,3 km i 11 tramvajskih linija:
- Linija 2:   Pristanište – Vukov Spomenik – Slavija – Pristanište
- Linija 3:   Kneževac – Rakovica – Željeznička stanica – Slavija – Omladinski stadion
- Linija 5:   Kalemegdan – Vukov spomenik – Ustanička
- Linija 6:   Tašmajdan – Vukov spomenik – Ustanička
- Linija 7:   Blok 45 – Novi Beograd – Željeznička stanica – Tašmajdan – Vukov spomenik – Ustanička
- Linija 9:   Blok 45 – Novi Beograd – Željeznička stanica – Slavija – Banjica
- Linija 10:  Kalemegdan – Dorćol – Slavija – Banjica
- Linija 11:  Blok 45 – Novi Beograd – Kalemegdan
- Linija 12:  Banovo Brdo – Željeznička stanica – Tašmajdan – Omladinski Stadion
- Linija 13:  Banovo Brdo – Željeznička stanica – Novi Beograd – Blok 45
- Linija 14:  Ustanička – Slavija – Banjica

Noćni prijevoz u Beogradu 2006. preuzele su privatne autobusne tvrtke te tramvaji ne prometuju noću. Trasom tramvajske linije 7 noću (7N) prometuje autobus.

## Vozni park
| Slika | Naziv        | Modifikacije                | Proizvođač | Količina | Garažni brojevi |
| ----- | ------------ | --------------------------- | ---------- | -------- | --------------- |
|       | Tatra KT4    | Tatra KT4YUB Tatra KT4M-YUB | ČKD        | 146      | 1201-1420       |
|       | Düwag Be 4/6 |                             | Düwag      | 48       | 1601-1648       |
|       | CAF Urbos 3  |                             | CAF        | 30       | 1501-1530       |
|       | Tatra T4D    | Ne radi                     | ČKD        | 1        | 1004            |